# Château de l'Age (Sceau-Saint-Angel)
Les ruines du château de l'Age se situent sur la commune de Sceau-Saint-Angel dans le département de la Dordogne, en région Nouvelle-Aquitaine.

## Architecture

### Le manoirXVIe
Construit sur un plan rectangulaire, il s'organisait autour d'un escalier en pierre qui reliait les étages. Il y avait aussi un escalier à double volée qui donnait accès au premier étage du logis depuis l'extérieur et qui s'ouvrait sur une porte en plein cintre encadrée de pilastres et sommée d'un écu armorié repris dans le château XVIIIe siècle.

### Le châteauXVIIIe
Ce château est aujourd'hui ruiné, une partie est restée inachevée probablement pour des raisons financières. Le château terminé aurait consisté en un vaste logis rectangulaire à étage encadré par deux hauts pavillons saillants en plan et en élévation. L'ensemble formant un plan en U.